# Hypoderma
Hypoderma — род крупных двукрылых из подсемейства подкожных оводов (Hypodermatinae), паразитирующих на крупном рогатом скоте, оленях. Обычные представители этого рода бычьи оводы (Hypoderma bovis), малые оводы или пищеводники (Hypoderma lineatum) и оленьи оводы (Hypoderma tarandi). Личинки оводов их рода Hypoderma также были обнаружены у лошадей, овец, коз и людей. Их также находят у более мелких млекопитающих, таких как собаки, кошки, белки, полёвки и кролики.
Взрослые особи большие, мохнатые мухи, похожие на шмелей, коричневого, оранжевого или желтого цвета. У взрослых особей ротовой аппарат рудиментарный, поэтому они не могут питаться в течение своей короткой жизни, которая может длиться всего пять дней.
Встречаются на всех континентах Северного полушария, в основном, между 25° и 60° широты.

## Заражение
Оводы рода Hypoderma откладывает яйца на передние конечности крупных животных. Личинки вылупляются из яиц в течение недели и проникают сквозь кожу, откуда мигрируют в соединительную ткань (H. bovis) или в пищевод (H. lineatum). Через несколько месяцев личинки возвращаются на поверхность кожи и вызывают отеки. Они остаются под кожей, и при разрушении надавливанием личинки могут вызывать большие гнойные вздутия, или вызывать анафилактический шок. При покидании тела хозяина личинка оставляет отверстия в коже. Большое количество таких отверстий может сделать шкуры копытных, в том числе крупного рогатого скота, непригодными.
Мигрирующие личинки могут повредить мясо, поскольку ходы, которые они проделывают в мышцах, заполняются веществом, известным как «желе мясника»[уточнить]. Инвазии также препятствуют набору веса и росту животных. Надои молока также могут снижаться. Как правило, у взрослых коров заражение незначительно из-за выработанного со временем иммунитета.

## Поражение людей
У людей заболевание интрацеребральный миаз является редким заражением головного мозга личинкой H. bovis. Они проникают в мозг неизвестным образом и вызывают такие симптомы, как судороги и внутримозговые гематомы. О первом случае заражения человека треугольной мухой в Великобритании (у четырехлетнего мальчика на ферме недалеко от Южного Брента, Девон) сообщил доктор Фредерик Уильям Стайл в журнале British Medical Journal в июне 1924 г.. Другие подобные случаи были также позднее описаны в медицинской литературе. Миаз человеческого глаза может быть вызван Hypoderma tarandi, паразитом северного оленя. Известно, что он вызывает увеит, глаукому и отслоение сетчатки. Hypoderma lineatum и Hypoderma sinense также могут поражать людей.

### Лечение и профилактика
Оводы рода Hypoderma были истреблены во многих странах, начиная с Дании и Западной Германии, где их истребили в 1960-х годах. Затем к 1990 году от них избавились в Великобритании. Это подлежащее регистрации заболевание. По-видимому, они искоренены и в Бельгии.
С 1980-х годов профилактическое лечение стало проще за счет подкожного введения ивермектина, но оводы, поражающие крупный рогатый скот, по-прежнему присутствует во многих районах мира.

## Состав рода
- Hypoderma actaeon Brauer, 1858
- Hypoderma albofasciatum Portschinsky, 1884
- Hypoderma bovis (Linnaeus, 1758) — бычий овод
- Hypoderma capreola Rubtzov, 1940
- Hypoderma desertorum Brauer, 1897
- Hypoderma diana Brauer, 1858
- Hypoderma lineatum (De Villers, 1789) — овод малый, пищеводник
- Hypoderma moschiferi Brauer, 1863
- Hypoderma qinghaiensis Fan, 1982
- Hypoderma sinense Pleske, 1926
- Hypoderma tarandi (Linnaeus, 1758) — олений овод[5]